# Lemmus sibiricus
Lemmus sibiricus este o specie de leming din Federația Rusă. Ca și alți lemingi, aparține familiei de rozătoare a cricetidelor.
Este endemic în Rusia, unde are un areal mare în toată Siberia, de la regiunea aflată chiar la sud de Marea Albă până la lanțul Verhoiansk la est, care servește ca o barieră între acesta și Lemmus paulus, care anterior era considerat aceeași specie.
O populație insulară locuiește pe Novaia Zemlea; un studiu din 2021, care a efectuat analize genetice pe ADNmt al populației de pe Novaia Zemlea, a descoperit că aceștia se grupează cu lemingul norvegian (L. lemmus) în ciuda aspectului lor similar cu L. sibiricus continental și i-a clasificat ca subspecia L. l. cernovi. Cu toate acestea, American Society of Mammalogists a respins aceste rezultate în așteptarea unor dovezi suplimentare, afirmând că acestea au reprezentat mai probabil L. sibiricus cu introgresiune mitocondrială străveche de la L. lemmus.
Nu hibernează iarna; trăiește în vizuini. Este prada mai multor animale, inclusiv bufnița de zăpadă și vulpea arctică. Ca și în cazul altor specii de lemingi, Lemmus sibiricus se confruntă în mod obișnuit cu fluctuații la scară mare a populației lor.